# Larisa (Argos)
Larisa (grec antic: Λάρισα) era el nom que rebia l'acròpoli d'Argos, que probablement conservava el seu nom anterior d'origen pelàsgic, amb el significat de 'ciutadella'. Era una construcció sorprenent, situada en un promontori de forma cònica aïllat de la resta, amb els costats rocosos i escarpats, on hi havia pendents amb herba. Una mica cap a l'est brollava el riu Caradros, afluent de l'Ínac.
Titus Livi diu que la ciutat d'Argos tenia dues ciutadelles (nam duas [arces] habent Argi), Larisa i una segona que hi havia a l'extrem del turó, a la banda nord-est, una mica més alta que la primera. Pausànies denomina Derias la carena que les unia, i segons Plutarc aquesta segona ciutadella s'anomenava Aspis (Ἀσπίς, 'escut'), car hi havia situat un escut que era la insígnia de la ciutat.
Els venecians hi van aixecar una fortalesa anomenada Kastro Larissa.